# 武下和平
武下 和平（たけした かずひら、1933年8月1日 - 2021年1月25日）は、昭和30年代から活躍した、戦後における島唄の先駆者。

## 人物
奄美群島の加計呂麻島、瀬戸内町諸数出身。
島唄のレコードが普及し、武下の流暢な三線の音色と、独特の裏声にて唄われるヒギャ唄が人気を博し「百年に一人の唄者」と評された。
本土における島唄の知名度上昇にも貢献し、兵庫県尼崎市に移住後「奄美民謡武下流」を設立。関東、関西、地元において島唄の普及に尽力した。
なお、複数の発表会でも披露されているように、詩吟の名手でもあった。
2021年、食道がんのため87歳で死去。